# Memoriał Stanisława Gawlikowskiego

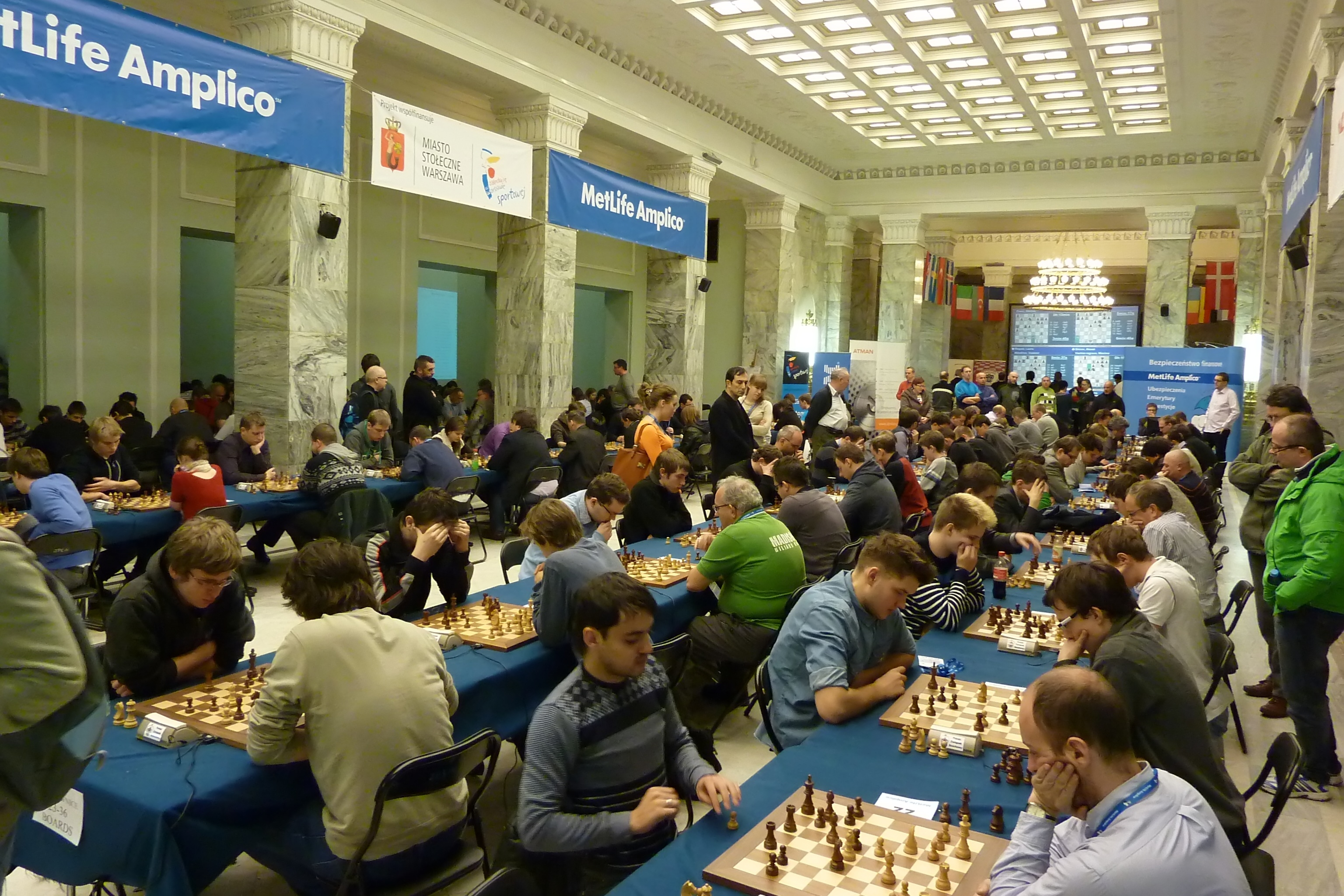
Memoriał Stanisława Gawlikowskiego, 2012

Memoriał Stanisława Gawlikowskiego – turniej szachowy poświęcony pamięci Stanisława Gawlikowskiego (1920–1981), szachisty, publicysty i dziennikarza szachowego, rozgrywany od 1982 do 2013 r. w Warszawie.
Pierwszy memoriałowy turniej rozegrany został na warszawskim Dworcu Centralnym. Z biegiem lat obsada turniejów stawała się coraz silniejsza, od połowy lat 90. memoriały były sponsorowane przez różne instytucje finansowe (m.in. Bank Wschodnioeuropejski, Bank Współpracy Europejskiej), co zaowocowało udziałem znanych arcymistrzów zagranicznych. Turnieje rozgrywane są cyklicznie pod koniec roku (w listopadzie lub grudniu – wyjątkiem był XVI memoriał, rozegrany w styczniu) formułą szachów szybkich. Kilkakrotnie w ramach turniejów memoriałowych odbywały się Mistrzostwa Europy w szachach szybkich i szachach błyskawicznych.
Od 2001 r. sponsorem turnieju jest Amplico AIG Life i od tego też roku rozgrywane są Międzynarodowe Turnieje Szachowe Amplico AIG Life, w ramach których odbywają się turnieje memoriałowe. Od 2005 r. zawody mają status Indywidualnych Mistrzostw Europy w szachach szybkich. Od 2010 r. w ramach memoriału rozgrywane są dwa turnieje, w szachach szybkich i błyskawicznych (oba w randze mistrzostw Europy), jednak żaden z nich nie honoruje zwycięzcy zdobywcą memoriałowego trofeum. Rozegrane w 2013 r. turnieje były ostatnimi z cyklu mistrzostw Europy.
W 2014 r. memoriału nie rozegrano.

## Zwycięzcy dotychczasowych memoriałów
| !Lp | Rok  | Zawodnicy                                 |
| --- | ---- | ----------------------------------------- |
| 1   | 1982 | Krzysztof Sznapik                         |
| 2   | 1983 | Tadeusz Górniak                           |
| 3   | 1984 | ?                                         |
| 4   | 1985 | Stefan Dejkało                            |
| 5   | 1986 | Marek Kolasiński                          |
| 6   | 1987 | Michał Praszak                            |
| 7   | 1988 | Wojciech Gryciuk                          |
| 8   | 1989 | Ahmed Nagib                               |
| 9   | 1990 | Marian Ziembiński                         |
| 10  | 1991 | Jan Adamski                               |
| 11  | 1992 | Jan Adamski                               |
| 12  | 1993 | Piotr Szczepanek                          |
| 13  | 1994 | Tomasz Markowski                          |
| 14  | 1995 | Wołodymyr Małaniuk                        |
| 15  | 1996 | Wołodymyr Małaniuk                        |
| 16  | 1998 | Edvīns Ķeņģis                             |
| 17  | 1998 | Orest Hrycak                              |
| 18  | 1999 | Piotr Swidler                             |
| 19  | 2000 | Stefan Gawlikowski                        |
| 20  | 2001 | Adrian Michalczyszyn                      |
| 21  | 2002 | Jewgienij Bariejew                        |
| 22  | 2003 | Wasyl Iwanczuk                            |
| 23  | 2004 | Siergiej Mowsesjan                        |
| 24  | 2005 | Zoltán Gyimesi                            |
| 25  | 2006 | Jurij Drozdowski                          |
| 26  | 2007 | Aleksiej Aleksandrow                      |
| 27  | 2008 | Radosław Wojtaszek                        |
| 28  | 2009 | Władimir Małachow                         |
| 29  | 2010 | Zoltán Almási1 Maxime Vachier-Lagrave2    |
| 30  | 2011 | Baadur Dżobawa1 Hrant Melkumian2          |
| 31  | 2012 | Aleksiej Driejew1 Maxime Vachier-Lagrave2 |
| 32  | 2013 | Anton Korobow1 Richárd Rapport2           |